# Ювентус
Футбольний клуб «Юве́нтус» (італ. Juventus Football Club, неформальне прізвисько «Юве» (Juve); назва походить від лат. iuventus — молодість, молодь) — футбольний клуб з міста Турин, один з найстаріших клубів Італії, та один з найбільш титулованих клубів Європи та світу. Заснований в 1897 році як «Спорт-клуб Ювентус» групою учнів середньої школи в Турині, є третім старим італійським клубом і одним з 2 клубів з Турина в Серії А. З 1920-х років клубом володіє сім'я Аньєллі.
«Ювентус» є найтитулованішим клубом в Італії, посідає третє місце в списку IFFHS найкращих клубів світу у XX столітті. У 1988 році клуб отримав нагороду УЄФА за перемоги у всіх турнірах, що проводяться федерацією. Коли «Ювентус» виграв Суперкубок УЄФА у 1984, Міжконтинентальний кубок в 1985 і кубок Інтертото у 1999 році він став єдиним у світі клубом, якому підкорилися всі турніри.
У вересні 2012 року було проведено опитування, яке показало, що «Ювентус» — найпопулярніша команда в Італії. Крім того, за даними компанії Sport + Markt AG, всього у світі за «Ювентус» уболіває 130 мільйонів осіб.

## Історія
| Кольори першої ігрової форми «Юве» |

1 листопада 1897 року студенти з ліцею «Massimo d'azeglio» заснували в Турині спортивний клуб «Ювентус». Первісна форма клубу була рожевого кольору, але вже в 1903 році «Ювентус» став грати в чорно-білих футболках.
У 1900 році «Ювентус» уперше брав участь у національному чемпіонаті. Перший титул команда виграла в 1905 році. У 1906 році президентом «Ювентуса» став Альфред Дік, але через розбіжності з командою він її покинув. В результаті банкрутства клуб був на грані вильоту із Серії А в 1913 році.
Після першої світової війни «Ювентус» закріпився в лізі.
У 1923 році президентом «Юве» став заступник голови італійського концерну FIAT Едуардо Аньєллі. Цього ж року був побудований новий стадіон. У сезоні 1925/26 клуб став чемпіоном Італії. Такі гравці як Джованні Феррарі, Раймундо Орсі, Луїс Монті й оборонне тріо Комбі-Розетта- Калігаріс сформували кістяк команди, яка п'ять сезонів поспіль перемагала в національній першості. Тренером команди у чотирьох з п'яти сезонів був Карло Каркано. На переможному для себе чемпіонаті світу 1934 року в складі збірної Італії було 9 гравців з «Юве».
Після смерті Едуардо Аньєллі в 1935 році багато гравців пішли з «Ювентуса» і клуб не вигравав скудетто до сезону 1949/50.
Після війни команда знову стала називатися просто «Ювентус». Клубом в цей період керував спочатку Джованні Аньєллі, а потім його брат Умберто. У команду прийшли Омар Сівори й Джон Чарлз, які разом з капітаном клубу Джамп'єро Боніперті сформували тандем, названий у пресі «магічним тріо». Клуб виграв три чемпіонські титули поспіль з 1958 по 1961 рік. Перший з них дозволив «Юве» додати на емблему одну зірку за 10 перемог у чемпіонаті. У 1961 році Омар Сівори став першим гравцем Серії А, який отримав «Золотий М'яч». Боніперті пішов з футболу в 1961 році й тривалий час залишався кращим бомбардиром клубу зі 182 м'ячами у всіх турнірах. Лише через 45 років цей рекорд був побитий Алессандро Дель П'єро.
13 липня 1971 року Джамп'єро Боніперті став президентом клубу, і в перший же сезон під його управлінням «Юве», ведений тренером Честмиром Вицпалеком, виграв чемпіонат 1971/72. Туринці повторили свій успіх у сезоні 1972/73. Проте наступного разу відсвяткувати скудетто «Юве» вдасться лише через рік у сезоні 1974/75 під керівництвом тренера Карло Пароли.
Потім настала ера тренера Джованні Трапаттоні, який привів «Ювентус» до 6 титулів чемпіона Італії, до 2 перемог у кубку країни, також клуб вигравав 3 Кубки УЄФА і по одному разу Кубок європейських чемпіонів, Кубок володарів кубків і Міжконтинентальний кубок. В тій команді грали Діно Дзофф, Антонелло Куккуредду, Клаудіо Джентіле, Джузеппе Фуріно, Франческо Моріні, Гаетано Ширеа, Франко Каузіо, Марко Тарделлі, Роберто Бонінсенья, Лучано Спінозі, Ромео Бенетті і Роберто Беттега. Цю команду газета Ла стампа охрестила «незабутньою». У 1982 році був куплений Мішель Платіні, який тричі поспіль ставав володарем «Золотого М'яча».

Стара емблема клубу

29 травня 1985 року у фінальному матчі Кубка чемпіонів проти «Ліверпуля» відбулася сутичка між фанатами, в результаті якого загинули 39 вболівальників «Юве». Перед цим Мішель Платіні забив переможний гол у ворота мерсісайдців. Ця трагедія вплинула на весь європейський футбол. У той рік «Ювентус» став першим клубом в історії європейського футболу, який виграв всі основні турніри УЄФА, а після перемоги в Міжконтинентальному кубку та Кубку Інтертото у 1999 році «Юве» став єдиним клубом у світі, який виграв всі трофеї турнірів в яких брав участь. Завоювавши Міжконтинентальний кубок в 1985 році, Антоніо Кабріні, Гаетано Ширеа і Марко Тарделлі виявилися першими гравцями в історії, які стали чемпіонами світу як на клубному рівні, так і на рівні збірних. Ця команда складала кістяк національної збірної Італії під час чемпіонату світу 1978 і 1982 років. У 1986 році Трапаттоні пішов з «Ювентуса».
Після цього через зміну поколінь протягом 9 років «Зебри» не вигравали скудетто, хоча двічі завоювали Кубок УЄФА в сезонах 1989/90 під керівництвом Діно Дзоффа і 1992/93 під керівництвом Трапаттоні. У 1990 році «Юве» переїхав на новий стадіон, «Делле Альпі», який був побудований до ЧС-1990.
У 1994 році клуб очолив Марчелло Ліппі. Командою були придбані такі гравці, як Роберто Баджо, Джанлука Віаллі, Аттіліо Ломбардо, Фабріціо Раванеллі, Анджело Ді Лівіо, Алессандро Дель П'єро і Крістіан В'єрі. Ліппі почав новий переможний цикл в історії клубу. За нього «Ювентус» у першому ж сезоні взяв чемпіонство, а вже в наступному — виграв Лігу чемпіонів, перемігши у фіналі «Аякс», а також завоював Суперкубок УЄФА і Міжконтинентальний кубок. У сезонах 1996/97 і 1997/98 «Зебри» знову виходили у фінал Ліги чемпіонів, але програли «Боруссії» (Дортмунд) та «Реалу». В ці роки «Юве» також вигравав чемпіонат Італії. Серед провідних гравців тієї команди були Зінедін Зідан, Філіппо Індзагі та Едгар Давідс.
У 1999 році «Ювентус» очолив Карло Анчелотті, який виграв лише один трофей — Кубок Інтертото.
Після нетривалої відсутності Ліппі повернувся в «Ювентус», тоді ж у команду прийшли такі гравці, як Джанлуїджі Буффон, Павел Недвед та Ліліан Тюрам, які допомогли клубу виграти ще два скудетто: у сезонах 2001/02 та 2002/03. «Ювентус» вийшов у фінал Ліги чемпіонів 2003 року, але програв «Мілану» в серії післяматчевих пенальті. Наступного року Ліппі покинув клуб і був призначений головним тренером збірної Італії.
У 2004 році «Ювентус» очолив Фабіо Капелло, який тренував у попередньому сезоні «Рому». Протягом двох років під керівництвом Капелло «стара синьйора» виграла два чемпіонати в сезонах 2004/05 і 2005/06, однак через корупційний скандал Кальчополі клуб був позбавлений цих титулів — чемпіонство сезону 2004/05 не було надано нікому, а скудетто 2005/06 судом було вирішено «віддати» «Інтернаціонале». Також в результаті Кальчополі «Ювентус» був знижений в Серію B.
Сезон в Серії B «Ювентус» за рішенням суду повинен був почати з негативною кількістю очок (-9). У 42 матчах нижчої ліги команда під керівництвом Дідьє Дешама здобула 28 перемог і 10 нічийних результатів, що дозволило їй посісти перше місце і повернутися в Серію А. Гравець «Ювентуса» Алессандро Дель П'єро став кращим бомбардиром турніру. Після закінчення сезону тренер Дешам подав у відставку через розбіжності з керівництвом клубу.
У сезоні 2007/08 команду тренував Клаудіо Раньєрі. Клуб закінчив чемпіонат на третьому місці, що дозволило йому взяти участь в Лізі чемпіонів 2008/09. «Ювентус» легко пройшов груповий етап, де двічі обіграв «Реал Мадрид», але програв у 1/8 «Челсі». Під кінець сезону у команди почалися проблеми в чемпіонаті, в результаті яких Раньєрі був звільнений за два тури до закінчення сезону. Два останніх туру командою керував тренер молодіжного складу «Ювентуса» Чиро Феррара. Обидва матчі були виграні, а туринці посіли підсумкове друге місце. Це справило сильне враження на керівництво туринського клубу і Феррара став головним тренером у сезоні 2009/10.
Діяльність Феррари на посаді головного тренера виявилася невдалою. Клуб рано вибув з Ліги чемпіонів і Кубка Італії. До середини сезону в чемпіонаті «Ювентус» був на шостому місці. В кінці січня 2010 року Феррара був звільнений з поста головного тренера, а на його місце був призначений Альберто Дзаккероні. Дзаккероні не зміг допомогти клубу і тільки погіршив ситуацію в чемпіонаті: за підсумками сезону «Юве» опустився на сьоме місце.
Сезон 2010/11 ознаменувався для клубу великими змінами як в керівництві, так і в тренерському штабі. Андреа Аньєллі змінив Блана на посаді президента клубу. Одним з перших рішень Аньєллі на новій посаді було запросити в клуб Луїджі Дельнері й Джузеппе Маротту на посаду головного тренера команди й генерального директора відповідно. Однак за підсумками сезону «Стара синьйора» знову зайняла сьоме місце в чемпіонаті, і дель Нері був звільнений.
У травні 2011 року керівництво «Ювентуса» оголосило про призначення головним тренером команди колишнього футболіста «Юве» Антоніо Конте. У першому ж сезоні з Конте «Ювентус» став чемпіоном, не зазнавши жодної поразки в чемпіонаті. Також той сезон став останнім для Алессандро Дель П'єро — рекордсмен за кількістю голів і матчів за клуб. Перед сезоном 2012/13 Антоніо Конте отримав десятимісячну дискваліфікацію за неповідомлення про договірні матчі сезону 2010/11, коли він очолював «Сієну». Незабаром дискваліфікація була скорочена до 4 місяців. Однак це не завадило «Юве» знову виграти чемпіонат, випередивши найближчого переслідувача «Наполі» на 9 очок. Сезон 2013/14 «Ювентус» завершив у ранзі чемпіона країни, набравши рекордні серед топа ліг 102 очки в чемпіонаті й не втративши жодного очка в домашніх матчах італійської першості. Також клуб зміг дійти до півфіналу Ліги Європи, фінал якої мав пройти на «Ювентус Стедіум» (домашній арені клубу), але «Юве» зазнав поразки від «Бенфіки» за сумою двох матчів (1:2; 0:0).
Перед початком нового сезону в «Ювентуса» знову змінився тренер — пішов до збірної Італії Конте, команду очолив колишній тренер «Мілана» Массіміліано Аллегрі. Під його керівництвом «Юве» вчетверте поспіль став першим в Серії А, вперше з 1995 року завоював Кубок Італії, а також вийшов до фіналу Ліги чемпіонів, де поступилася «Барселоні» з рахунком 1:3.
У 2020 році офіційним беттінг-партнером клубу став бренд Parimatch.

## Досягнення
«Ювентус» є найбільш титулованим клубом Італії й одним із найбільш титулованих у світі. Перший раз у чемпіонаті клуб переміг у 1905 році й після цього виграв ще 35 трофеїв, у тому числі п'ять титулів поспіль, з 1931 по 1935 рік і дев'ять з 2012 по 2020 рік. «Ювентус» також 14 разів вигравав Кубок Італії з футболу, і цей результат є абсолютним рекордом в країні. Нарешті, клуб 9 разів перемагав у Суперкубку Італії — останній був виграний трофей сезону-2020/2021. У загальній складності в команди 59 перемог в італійських чемпіонатах і кубках, що також є рекордом.
6 разів «Ювентусу» підкорявся «золотий дубль». Це сталося в сезонах 1959/1960, 1994/1995, 2014/15, 2015/16, 2016/17 і 2017/18. Примітно, що «Ювентус» став першим клубом в історії італійського футболу, який вигравав «золотий дубль» 4 роки поспіль. Аналогічне досягнення записав у свій актив Массіміліано Алегрі — головний тренер «б'янконері».
Першим міжнародним кубком для «Ювентус» став Кубок УЄФА, виграний ним у 1977 році. Клуб виграв два титули Ліги чемпіонів (1985 і 1996) і два Міжконтинентальні кубки в ці ж роки.

### Національні титули
Чемпіонат Італії (Серія A) (36, рекорд)
 Чемпіон (36): 1905, 1925/26, 1930/31, 1931/32, 1932/33, 1933/34, 1934/35, 1949/50, 1951/52, 1957/58, 
1959/60, 1960/61, 1966/67, 1971/72, 1972/73, 1974/75, 1976/77, 1977/78, 1980/81, 1981/82,  
1983/84, 1985/86, 1994/95, 1996/97, 1997/98, 2001/02, 2002/03, 2011/12, 2012/13, 2013/14   
2014/15, 2015/16, 2016/17, 2017/18, 2018/19, 2019/20
 Срібний призер (21): 1903, 1904, 1906, 1937/38, 1945/46, 1946/47, 1947/48, 1952/53, 1953/54, 1962/63, 1973/74, 1975/76, 1979/80, 1982/83, 1986/87, 1991/92, 1993/94, 1995/96, 1999/00, 2000/01, 2008/09
 Бронзовий призер (13): 1901, 1909/10, 1926/27, 1929/30, 1939/40, 1942/43, 1950/51, 1967/68, 1969/70, 1978/79, 2003/04, 2007/08, 2023/24
 Кубок Італії з футболу (15, рекорд) :
 Переможець (15): 1937/38, 1941/42, 1958/59, 1959/60, 1964/65, 1978/79, 1982/83, 1989/90, 1994/95, 2014/15 
2015/16, 2016/17, 2017/18, 2020/21, 2023/24
 Фіналіст (7): 1972/73, 1991/92, 2001/02, 2003/04, 2011/12, 2019/20, 2021/22
 Суперкубок Італії з футболу (9, рекорд) :
 Переможець (9): 1995, 1997, 2002, 2003, 2012, 2013, 2015, 2018, 2020.
 Фіналіст (8): 1990, 1998, 2005, 2014, 2016, 2017, 2019, 2021
 Серія В  Чемпіон: 2006/07

### Міжнародні титули
- Ліга чемпіонів УЄФА / Кубок європейських чемпіонів

 Переможець (2): 1984/85, 1995/96
 Фіналіст (7): 1973, 1983, 1997, 1998, 2003, 2015, 2017
- Кубок володарів кубків УЄФА

 Переможець: 1984
- Ліга Європи УЄФА / Кубок УЄФА

 Переможець (3): 1977, 1990, 1993
 Фіналіст: 1995
- Суперкубок УЄФА

 Переможець (2): 1984, 1996
- Кубок ярмарків

 Фіналіст (2): 1964/65, 1970/71
- Кубок Інтертото

 Переможець: 1999
- Міжконтинентальний кубок

 Переможець (2): 1985, 1996
 Фіналіст: 1973
- Кубок Жоана Гампера

 Переможець: 2005
- Кубок Альп

 Переможець: 1963
 Фіналіст: 1966
- Кубок Турина (2, рекорд)

 Переможець (2): 1902, 1903
- Кубок Ріо

 Фіналіст: 1951

## Статистика

### Статистика в Кубку Мітропи
| Сезони | Матчі | Перемоги | Нічиї | Поразки | Різниця м'ячів |
| ------ | ----- | -------- | ----- | ------- | -------------- |
| 7      | 32    | 17       | 6     | 9       | 71 — 56        |

| Сезони | Матчі | Перемоги | Нічиї | Поразки | Різниця м'ячів |
| ------ | ----- | -------- | ----- | ------- | -------------- |
| 1      | 6     | 3        | 1     | 2       | 10 — 8         |

Найбільше матчів у складі «Ювентуса» в Кубку Мітропи 1927—1940.
| №     | Ім'я              | Позиція     | Роки виступів | Статистика |    |
| Матчі | Голи              |             |               |            |    |
| ----- | ----------------- | ----------- | ------------- | ---------- | -- |
| 1     | Маріо Варльєн     | Півзахисник | 1929—1938     | 32         | 0  |
| 2     | Луїс Монті        | Півзахисник | 1931—1938     | 25         | 1  |
| 3     | Вірджиніо Розетта | Захисник    | 1929—1935     | 24         | 0  |
| —     | Джованні Феррарі  | Нападник    | 1931—1935     | 24         | 10 |
| 5     | Луїджі Бертоліні  | Півзахисник | 1931—1935     | 23         | 0  |
| 6     | Умберто Калігаріс | Захисник    | 1929—1934     | 19         | 0  |
| —     | Ренато Чезаріні   | Нападник    | 1931—1935     | 19         | 8  |
| 8     | Феліче Борель     | Нападник    | 1933—1935     | 17         | 11 |
| —     | Раймундо Орсі     | Нападник    | 1931—1934     | 17         | 11 |
| 10    | Джанп'єро Комбі   | Воротар     | 1929—1934     | 16         | 0  |

Бомбардири «Ювентуса» в Кубку Мітропи 1927—1940.
| №    | Ім'я              | Позиція  | Роки виступів | Статистика |    |
| Голи | Матчі             |          |               |            |    |
| ---- | ----------------- | -------- | ------------- | ---------- | -- |
| 1    | Феліче Борель     | Нападник | 1933—1935     | 11         | 17 |
| —    | Раймундо Орсі     | Нападник | 1931—1934     | 11         | 17 |
| 3    | Джованні Феррарі  | Нападник | 1931—1935     | 10         | 24 |
| 4    | Ренато Чезаріні   | Нападник | 1931—1935     | 8          | 19 |
| 5    | Гульєльмо Габетто | Нападник | 1935—1938     | 5          | 12 |

## Склад
Станом на 6 березня 2025
| №  | Поз. | Нац.       | Гравець                                    |
| -- | ---- | ---------- | ------------------------------------------ |
| 1  | ВР   | Італія     | Маттіа Перін                               |
| 2  | ЗХ   | Португалія | Алберту Кошта                              |
| 3  | ЗХ   | Бразилія   | Бремер                                     |
| 4  | ЗХ   | Італія     | Федеріко Гатті                             |
| 5  | ПЗ   | Італія     | Мануель Локателлі                          |
| 6  | ЗХ   | Англія     | Ллойд Келлі (в оренді з «Ньюкасл Юнайтед») |
| 7  | НП   | Португалія | Франсішку Консейсан (в оренді з «Порту»)   |
| 8  | ПЗ   | Нідерланди | Тен Копмейнерс                             |
| 9  | НП   | Сербія     | Душан Влахович                             |
| 10 | ПЗ   | Туреччина  | Кенан Їлдиз                                |
| 11 | НП   | Аргентина  | Ніко Гонсалес (в оренді з «Фіорентина»)    |
| 12 | ЗХ   | Португалія | Ренату Вейга (в оренді з «Челсі»)          |
| 14 | НП   | Польща     | Аркадіуш Мілік                             |
| 15 | ЗХ   | Франція    | П'єр Калулу (в оренді з «Мілана»)          |

| №  | Поз. | Нац.       | Гравець                                           |
| -- | ---- | ---------- | ------------------------------------------------- |
| 16 | ПЗ   | США        | Вестон Маккенні                                   |
| 17 | ПЗ   | Чорногорія | Василіє Аджич                                     |
| 19 | ПЗ   | Франція    | Хефрен Тюрам                                      |
| 20 | НП   | Франція    | Рандаль Коло Муані (в оренді з «Парі Сен-Жермен») |
| 22 | НП   | США        | Тімоті Веа                                        |
| 23 | ВР   | Італія     | Карло Пінсольйо                                   |
| 26 | ПЗ   | Бразилія   | Дуглас Луїс                                       |
| 27 | ЗХ   | Італія     | Андреа Камб'язо                                   |
| 29 | ВР   | Італія     | Мікеле Ді Грегоріо (в оренді з «Монци»)           |
| 32 | ЗХ   | Колумбія   | Хуан Давід Кабаль                                 |
| 37 | ЗХ   | Італія     | Ніколо Савона                                     |
| 40 | ЗХ   | Швеція     | Юнас Рухі                                         |
| 51 | ПЗ   | Бельгія    | Самюель Мбангула                                  |

## Відомі гравці
- /  Жозе Алтафіні
- Алессандро Альтобеллі
- П'єтро Анастазі
- Роберто Баджо
- Роберто Беттега
- Збігнев Бонек
- Роберто Бонінсенья
- Джамп'єро Боніперті
- Ліам Бреді
- Джанлуїджі Буффон
- Едгар Давідс
- Луїс дель Соль
- Діно Дзофф
- Алессандро Дель П'єро
- Клаудіо Джентіле
- Йон Гансен
- Олександр Заваров
- Зінедін Зідан
- Златан Ібрагімович
- Філіппо Індзагі
- Антоніо Кабріні
- Умберто Калігаріс
- Фабіо Каннаваро
- Фабіо Капелло
- Франко Каузіо
- Джанп'єро Комбі
- Антоніо Конте
- Мікаель Лаудруп
- /  Луїс Монті
- Павел Недвед
- /  Раймундо Орсі
- Сільвіо Піола
- Мішель Платіні
- Поль Погба
- Фабріціо Раванеллі
- Кріштіану Роналду
- Паоло Россі
- Сальваторе Скіллачі
- /  Омар Сіворі
- Давід Трезеге
- Гаетано Ширеа
- Альфредо Фоні
- Джузеппе Фуріно
- Джон Чарлз